# Jacqueline Pusey
Jacqueline « Jackie » Pusey (née le 14 août 1959 dans la Paroisse de Saint Mary) est une ancienne athlète jamaïcaine spécialiste du 100 mètres, du 200 mètres et du 400 mètres ; elle pratiquait aussi les relais 4 × 100 et 4 × 400 mètres.

## Carrière

### Palmarès
| Date | Compétition                               | Lieu           | Résultat | Épreuve    | Performance |
| ---- | ----------------------------------------- | -------------- | -------- | ---------- | ----------- |
| 1975 | Championnats d'Am. centre et des Caraïbes | Ponce          | 2e       | 200 mètres | 24 s 4      |
| 1977 | Championnats d'Am. centre et des Caraïbes | Ponce          | 2e       | 200 mètres | 23 s 82     |
| 1980 | Jeux olympiques d'été                     | Moscou         | 6e       | 4 × 100 m  | 43 s 19     |
| 1981 | Championnats d'Am. centre et des Caraïbes | Saint-Domingue | 1re      | 200 mètres | 23 s 35     |
| 1981 | Championnats d'Am. centre et des Caraïbes | Saint-Domingue | 1re      | 400 mètres | 52 s 62     |
| 1981 | Coupe du monde des nations                | Rome           | 3e       | 400 mètres | 51 s 48     |
| 1983 | Championnats du monde                     | Helsinki       | 3e       | 4 × 100 m  | 42 s 73     |

### Records
| Épreuve    | Performance | Lieu           | Date         |
| ---------- | ----------- | -------------- | ------------ |
| 100 mètres | 11 s 29     | Ciudad Bolívar | 14 août 1981 |
| 200 mètres | 22 s 82     | Londres        | 8 août 1980  |
| 400 mètres | 51 s 38     | Ciudad Bolívar | 15 août 1981 |